# Plaisance (Dordogne)
Plaisance település Franciaországban, Dordogne megyében. Lakosainak száma 410 fő (2022. január 1.). Plaisance Monsaguel, Issigeac, Monmarvès, Cahuzac, Lalandusse, Saint-Quentin-du-Dropt, Saint-Aubin-de-Cadelech, Saint-Capraise-d’Eymet és Saint-Perdoux községekkel határos.

## Népesség
A település népességének változása:
| Lakosok száma | 438  | 430  | 423  | 432  | 431  | 423  | 417  | 410  |
|               | 2013 | 2015 | 2017 | 2018 | 2019 | 2020 | 2021 | 2022 |